# Semidysderina sturmi
Espèce
Semidysderina sturmi est une espèce d'araignées aranéomorphes de la famille des Oonopidae.

## Distribution
Cette espèce est endémique du département de Huila en Colombie,. Elle se rencontre à Resinas à 1 600 m d'altitude dans la cordillère Orientale.

## Description
Le mâle holotype mesure 1,26 mm et la femelle paratype 1,47 mm.

## Étymologie
Cette espèce est nommée en l'honneur de Helmut Sturm.

## Publication originale
- Platnick & Dupérré, 2011 : The Andean goblin spiders of the new genera Paradysderina and Semidysderina (Araneae, Oonopidae). Bulletin of the American Museum of Natural History, no 364, p. 1-121 (texte intégral).